# Josep Erasme de Janer i de Gironella
Josep Erasme de Janer i de Gironella   (Barcelona, 1833 - Barcelona, 16 de març de 1911) fou un empresari i polític català.

## Biografia
Era fill d'Erasme de Janer i de Gònima i besnet d'Erasme de Gònima i Passarell, i tenia importants possessions al Raval de Barcelona i a l'actual barri d'Horta. El 1862 es casà amb Maria dels Dolors Milà de la Roca i Vilaseca, amb qui va tenir Ignasi de Janer i Milà de la Roca i Àngels Janer i Milà de la Roca.
Fou membre de la Junta de Govern de la Caixa d'Estalvis i Mont de Pietat de Barcelona i regidor de l'ajuntament de Barcelona nomenat en 1879. Tanmateix, no va mostrar gaire interès pels afers de la fàbrica familiar i dedicà la major part de la seva fortuna a la causa del carlisme, cosa que li va provocar nombroses persecucions. Fou cap provincial de Comunió Tradicionalista, succeint Lluís Maria de Llauder i de Dalmases, fins al 1909. El 1894 presidí l'Associació de Catòlics, donant suport la pastoral del cardenal Salvador Casañas i Pagès contra el Pressupost Extraordinari de Cultura de 1908.
Va vendre la casa familiar a Joan i Josep Bertrand i Salses.